# Zerfaliu
Zerfaliu es una localidad italiana de la provincia de Oristán, región de Cerdeña,  con 1.186 habitantes.

## Evolución demográfica
| Gráfica de evolución demográfica de Zerfaliu entre 1861 y 2001 |
|                                                                |
| Fuente ISTAT - elaboración gráfica de Wikipedia                |